# ジョニー・ニューマン
ジョニー・ニューマンことジョン・シルベスター・ニューマン・ジュニア（John Sylvester Newman, Jr.、1963年11月28日 - ）は、アメリカ合衆国の元プロバスケットボール選手。バージニア州ダンビル出身。NBAで16シーズンプレイした。ポジションはスモールフォワード。身長201cm、体重95.3kg。

## 経歴
リッチモンド大学で4年間過ごした後、1986年のNBAドラフトで、クリーブランド・キャバリアーズからドラフト2巡目全体29番目で指名を受けNBA入りした。同期のブラッド・ドアティ、ロン・ハーパー、マーク・プライスが活躍する中、2年目のシーズン開幕直後の1987年11月5日に解雇された。しかし、11月12日にニューヨーク・ニックスと契約しチャンスを掴むと、二桁まで平均得点を伸ばした。プレイオフは1回戦で敗れたが、平均19.0得点と活躍した。そして、3年目の1988-89シーズンは80試合に先発出場、平均16.0得点まで数字を伸ばし、パトリック・ユーイングを支える選手として、ディビジョン制覇に貢献した。プレイオフはデトロイト・ピストンズ、シカゴ・ブルズの厚い壁に阻まれ、2年連続でセミファイナルで敗れた。
1990年にフリーエージェントとなったニューマンは、創設3年のシャーロット・ホーネッツと契約した。1年目の1990-91シーズンは得点面でチームを牽引し、自己最高の16.9得点をマークした。
1992-93シーズンは、守備の良いケンドール・ギルやデビッド・ウィンゲイトに先発を奪われるが、短い出場時間ながら平均二桁得点を記録し続けた。チーム初のプレイオフでは、セミファイナルで古巣のニックスに敗れた。
その後、ニュージャージー・ネッツ、ミルウォーキー・バックス、デンバー・ナゲッツ、ダラス・マーベリックスにも所属し、主にベンチからの出場で二桁近い平均得点を残した。キャリア通算得点は12740得点だった。